# Let It Roll (Don Johnson)
| Recensione | Giudizio |
| ---------- | -------- |
| AllMusic   |          |

Let It Roll è un album di Don Johnson, pubblicato dalla casa discografica Epic Records nel 1989.

## Tracce

### LP
Lato A
1. Other People's Lives – 5:24 (Diane Warren)
2. Tell It Like It Is – 4:32 (George Davis, Lee Diamond)
3. Your Love Is Safe with Me – 4:26 (Scott Cutler, Dennis Morgan)
4. A Better Place (duetto con Yuri) – 5:22 (John Capek, Marc Jordan, Amy Sky)
5. When You Only Loved Me – 3:56 (Jeff Daniels, Harold Allen)

Lato B
1. Angel City – 4:23 (Don Johnson, Keith Diamond, Michael Des Barres, Dave Resnik)
2. Lonely Too Long – 4:23 (Marty Robbins)
3. Let It Roll – 4:19 (Don Johnson, Keith Diamond)
4. What If It Takes All Night – 2:47 (Clyde Lieberman, Jeff Pescetto, Richard James Burgess)
5. Little One's Lullaby – 5:23 (Don Johnson, Keith Diamond)

## Musicisti
Other People's Lives
- Don Johnson – voce solista, cori
- Ira Siegel – chitarre, chitarra solo
- Kennan Keating – chitarre aggiunte
- Keith Diamond – tastiere
- Paul Pesco – basso
- Omar Hakim – batteria
- Jo Lynn Turner, Michael Camacho, Curtis King, Tracy Amos – cori

Tell It Like It Is
- Don Johnson – voce solista
- Ira Siegel – chitarra
- Paul Pesco – chitarra
- Keith Diamond – basso, organo Hammond B3, pianoforte acustico
- Terry Silverlight – batteria
- Danny Wilensky – sassofono, corno solo, arrangiamento strumenti a fiato
- Chris Botti – tromba
- Mike Davis – trombone
- B.J. Nelson, Janice Dempsey, Cindi Mizelle, Audrey Wheeler – cori

Your Love Is Safe with Me
- Don Johnson – voce solista
- Dave Resnick – chitarra
- Ira Siegel – chitarra
- Steve Jones – chitarra
- Bruce Kulick – chitarra, chitarra solo aggiunta
- Paul Pesco – chitarra, chitarra solo
- Ron Schwartz – tastiere
- Keith Diamond – tastiere
- John Pierce – basso
- John Keane – batteria
- Liz Constantine, N'Dea, Laura Kramer, Jill Dell'Abate, Yogi Lee, Chrissy Faith – cori

A Better Place
- Don Johnson – voce, cori
- Yuri – voce, cori
- Keith Diamond – basso, tastiere
- EBN (Ned Liben) – sintetizzatore Fairlight
- Paul Pesco – chitarra
- Terry Silverlight – batteria

When You Only Loved Me
- Don Johnson – voce
- Jeff Daniels – chitarre
- Keith Diamond – tastiere, tastiere solo
- Acar Key – piatti
- Leon Pendarvis – arrangiamento strumenti a fiato

Angel City
- Don Johnson – voce, cori
- Dave Resnik – chitarra
- Steve Jones – chitarra
- Ira Siegel – chitarra
- Keith Diamond – tastiere, basso
- Ron Schwartz – tastiere
- Carl James – basso
- John Keane – batteria
- Bashiri Johnson – percussioni
- Danny Wilensky – sassofoni (solo), arrangiamento strumenti a fiato
- Chris Botti – tromba (solo)
- Kent Smith – tromba
- Chrissy Faith, Yogi Lee, Janice Dempsey, Rock Wilk, Tracy Amos – cori
- Melanie Griffith, Anna Mewbourne, Don J., Keith D., Mike Sobeck, Kenny Calman – "additional party people"

Lonely Too Long
- Don Johnson – voce
- Dave Resnick – chitarra
- Ira Siegel – chitarra
- Paul Pesco – chitarra
- Steve Jones – chitarra
- Ron Schwartz – tastiere
- Keith Diamond – tastiere
- Carl James – basso
- John Keane – batteria
- Janice Dempsey, Chrissy Faith, Lauren Kinhan – cori

Let It Roll
- Don Johnson – voce
- Paul Pesco – chitarre
- Keith Diamond – tastiere, basso
- Larry Russell – basso
- Terry Silverlight – batteria
- Cindi Mizelle, Janice Dempsey, Lauren Kinhan, Louis Merlino – cori

What If It Takes All Night
- Don Johnson – voce
- Paul Pesco – chitarre
- Paul Pesco – chitarra acustica (solo)
- Mike Jewel – tastiere
- Keith Diamond – tastiere, sintetizzatore Fairlight, fngersnaps, percussioni
- EBN (Ned Liben) – sintetizzatore Fairlight
- Wayne Braithwaite – basso
- Omar Hakim – batteria
- Barbra Streisand, Debbie Cole, Audrey Wheeler, Jill Del'Abate, Janice Dempsey, Yogi Lee – cori
- Leon Pendarvis – arrangiamento strumenti a fiato

Little One's Lullaby
- Don Johnson – voce, chitarra
- Paul Pesco – chitarra
- Keith Diamond – tastiere

- George Young, Alex Foster, Joseph J. Sheply, Jeffrey Kievit (strumenti a fiato)
- Jesse Levy, Frederick Zlotkin, Eugene Moya, Lewis Eley, Julien C. Barber, Harold Coletta, Alfred V. Brown, Jesse L. Levine, Harry Lookofsky, Charles Libove, Regis Iandiorio, Gerald Tarack, Max Ellen (strumenti ad arco)
- Leon Pendarvis (conduttore strumenti ad arco e strumenti a fiato), arrangiamento strumenti ad arco

Note aggiuntive
- Keith Diamond – produttore
- Registrazioni effettuate al: "Right Track", "Soundtrack Studios", "Unique Recording", "Skyline Studios" (New York); "Lion Share", "Cherokee Studios" (Los Angeles); "New River Studios" (Fort Lauderdale); "Audio Vision Recording Studio" (Miami)
- Acar Key – ingegnere delle registrazioni
- Eddie Garcia, Bob Ross, Peter Robbins – ingegneri delle registrazioni aggiunti
- Debbie Cornish, George Karras, Laura Livingston, John McGlain – assistenti ingegneri delle registrazioni
- David Coleman, Nancy Donald – art direction copertina album
- Randee St. Nicholas – foto copertina album[3]